# Philip Virgin

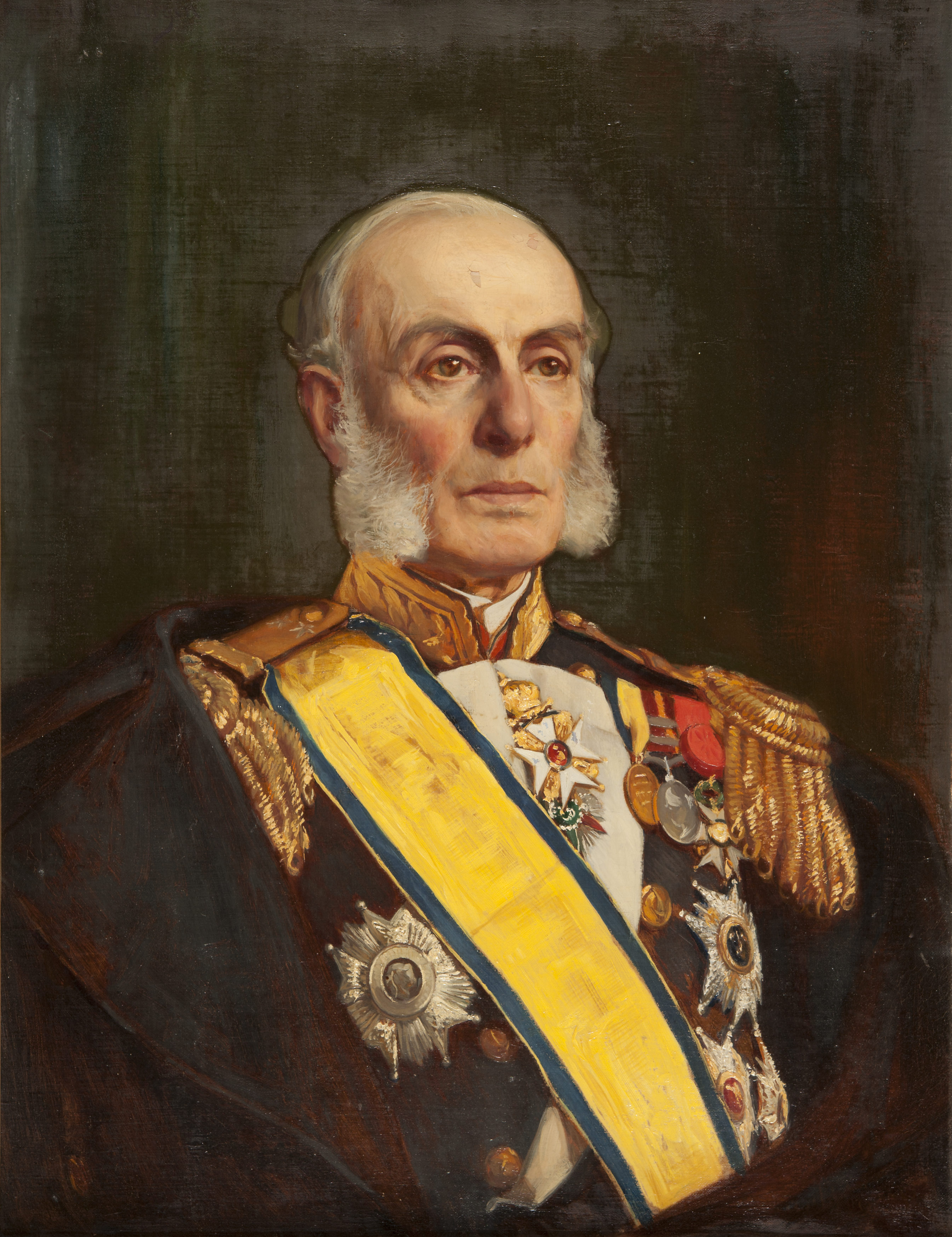
Carl Philip Samuel Virgin.

Carl Philip Samuel Virgin, född den 31 januari 1824 på Krokfors i Ljusnarsbergs församling, Västmanlands län, död den 7 oktober 1906 på Liatorp vid Helsingborg, var en svensk sjömilitär.

## Biografi
Virgin, som var son till kammarherren Wilhelm Virgin och Fredrika Charlotta Bonde, utnämndes till sekundlöjtnant 1846. Han var i brittisk örlogstjänst 1857-1859 och fortsatte därefter sin karriär i svenska flottan. 
Virgin var kommendant för Stockholms örlogsstation 1871-1874, chef för Flottans militärpersonal 1875-1884 och Flottans stab 1884-1889, inspektör för Flottans praktiska övningar 1884-1889 samt chef för Stockholms örlogsstation 1889-1892. Han utnämndes till viceamiral 1889.
Virgin var ledamot av Kungliga Krigsvetenskapsakademien och hedersledamot i Kungliga Örlogsmannasällskapet (invald 1865).
Han var gift med Mary Virgin.

## Utmärkelser

### Svenska utmärkelser
- Kommendör med stora korset av Svärdsorden, 30 november 1883.[2]
- Riddare av Svärdsorden, 27 maj 1871.[2]
- Kommendör av första klassen av Nordstjärneorden, 1 december 1876.[2]
- Guldmedalj för tapperhet till sjöss, 1 maj 1860.[2]

### Utländska utmärkelser
- Storofficer av Franska Hederslegionen, 29 juli 1891.[2]
- Riddare av Franska Hederslegionen, 27 oktober 1855.[2]
- Kommendör av första klassen av Norska Sankt Olavs orden, 15 maj 1876.[2]
- Riddare av Norska Sankt Olavs orden, 11 september 1872.[2]
- Riddare av första klassen av Preussiska Kronorden, 27 juli 1888.[2]
- Andra klass av Tunisiska orden Nichan-Iftikhar, 2 september 1861.[2]
- Tredje klass av Tunisiska orden Nichan-Iftikhar, 6 december 1860.[2]
- Riddare av första klassen av Österrikiska Järnkroneorden, 9 oktober 1890.[2]